# Pseudo-Nahuatl
Pseudo-Nahuatl is het gebruik van fictieve woorden die eruitzien alsof ze Nahuatl zijn.
Vanwege zijn reputatie van onuitspreekbaarheid wordt het Nahuatl vaak in fictie gebruikt om woorden, vaak plaatsnamen, een exotisch uiterlijk te geven. Zulke woorden worden vaak gekenmerkt door veelvuldig gebruik van de letter x (in het Nahuatl uitgesproken als sj) en woorden eindigend op -tl.

## Voorbeelden
- Een album uit de Belgische stripreeks Nero heet De vleugeltjes van Xopotl. Xopotl is een buitenaards wezen dat een onverstaanbare taal brabbelt die veel weg heeft van Nahuatl. Het woord Xopotl heeft geen betekenis in het Nahuatl.
- In een klassiek Donald Duck-verhaal uit 1957 komt (in de Nederlandse vertaling) de fictieve havenstad Neuzopulco voor. Dit is een parodie op de echt bestaande havenstad Acapulco, waarvan de naam uit het Nahuatl komt. Neuzopulco heeft geen betekenis; in werkelijkheid is dit een toespeling op "neuspeuteren".
- In De kleine kapitein, een kinderboek van Paul Biegel uit 1970, komt de havenstad Xuxuxepetl voor.
- In Kuifje en de Picaro's (1976), dat zich afspeelt in het fictieve San Theodoros, staat de piramide van Trenxcoatl. Trenxcoatl heeft in het Nahuatl geen betekenis, maar het onderdeel 'coatl' betekent slang. Het is echter een woordgrapje, want fonetisch uitgesproken (Trensjcoot) betekent het regenjas in het Engels. De piramide is gebouwd door de Pazteken, een woordgrap op Azteken en 'pastèque', het Franse woord voor watermeloen.
- De axolotl is een werkelijk bestaand dier, maar de naam axolotl wordt in fictie ook vaak gebruikt voor exotische fantasiedieren.
- Xtapolapocetl is een fictieve Olmeekse oorlogsgod in de tekenfilmserie the Simpsons.
- Het Lucky Luke-album Tortilla's voor de Daltons speelt zich voor een groot deel af in het fictieve Mexicaanse plaatsje Xochiteconzingo.
- In Abeltje, een kinderboek van Annie M.G. Schmidt, komen de hoofdpersonen terecht in Perugona, ergens in Zuid-Amerika. De hoofdstad van dat land heet Quoquapepapetl.